# Vértebras en bloque
Las Vértebras en bloque son una patología de la columna vertebral de origen mayoritariamente embriológico, y consiste en la fusión total o parcial de dos cuerpos vertebrales. Se produce durante el desarrollo del individuo durante la gestación por un fallo en la segmentación de la columna vertebral.

## Síntomas
Por lo general, estas anomalías no suelen presentar sintomatología clínica. No obstante, sí que pueden producir en algunas ocasiones cierta angulación de la columna.

## Diagnóstico
Cuando se realiza una radiografía, las vértebras afectadas se ven unidas y el agujero de conjunción (agujero intervertebral) disminuido de tamaño.